# Nutsseminarium voor Pedagogiek
Het Nutsseminarium voor Pedagogiek was een centrum dat zich richtte op opleiding van docenten en op experimenteel-wetenschappelijk onderzoek naar manieren om het onderwijs te verbeteren. Het werd in 1918 opgericht door Philip Kohnstamm voor de leerstoel in pedagogiek aan de Gemeentelijke Universiteit van Amsterdam, ingesteld door de Maatschappij tot Nut van 't Algemeen. Het was het eerste instituut in Nederland dat zich bezighield met onderzoek naar verbeteringen in het onderwijs. Kohnstamm was de eerste directeur van het instituut.
In 1969 werd de onderzoekstaak gesplitst van de opleidingstaak. Dit was nodig omdat het opleidingsinstituut, dat de naam Nutsseminarium bleef dragen, sterk was gegroeid. Het onderzoek werd voortgezet in het Kohnstamm Instituut.